# Давка в Сане
Давка в Сане произошла в среду 19 апреля 2023 года, когда люди собрались перед школой в старом центре Саны, столицы Йемена, чтобы получить традиционную милостыню закят аль-фитр перед окончанием Рамадана. Выстрелы, произведенные хуситами для сдерживания толпы, привели к взрыву и панике. По меньшей мере 85 человек погибли и 322 человека получили ранения в последовавшей давке.

## Предыдущие события
В 2012 году президент Йемена Али Абдалла Салех, возглавлявший страну в течение 31 года, был свергнут в ходе Йеменской революции. Постреволюционный Йемен пережил серию конфликтов, и поддерживаемое Ираном движение хуситов захватило большие районы страны, что привело к гражданской войне, продолжающейся с 2014 года. Конфликт рассматривается аналитиками как прокси-война между Саудовской Аравией и Ираном. По данным ЮНИСЕФ, по состоянию на апрель 2023 года страна погрузилась в «один из крупнейших в мире гуманитарных кризисов». По оценке Верховного комиссара ООН по делам беженцев на март 2023 года, не менее 21,6 миллиона человек в Йемене нуждаются в гуманитарной помощи.

## Инцидент
Давка в Сане, контролируемой хуситами, случилась 19 апреля 2023 года, около 20:20 перед школой в историческом центре Саны, за два дня до Ид аль-Фитр, окончания Рамадана, когда сотни людей собрались в надежде получить около 5000 йеменских риалов (20 долларов США) на человека в качестве закята аль-фитр от местного торговца на мероприятии по распределению финансовой помощи. По словам очевидцев, во время раздачи помощи вооруженные хуситы начали стрельбу в воздух, чтобы сдержать толпу, и случайно задели электрический провод, в результате чего произошёл взрыв, вызвавший панику, которая привела к давке. Среди собравшихся малообеспеченных людей было много женщин и детей. 
По словам Мотахера аль-Маруни, высокопоставленного чиновника здравоохранения, по меньшей мере 85 человек погибли и 13 человек получили увечья, как сообщает телеканал хуситов «Аль-Масира». Хамдан Багери, заместитель директора больницы Аль-Таура в Сане, заявил, что в неё поступило не менее 73 раненых. По меньшей мере 322 человека получили ранения.
После инцидента хуситы немедленно опечатали школу и закрыли в неё доступ, в том числе журналистам.

## Реакция
Министерство внутренних дел, управляемое хуситами, заявило, что давка была вызвана «случайным распределением денежных сумм некоторыми торговцами без согласования с Министерством внутренних дел». Министерство подтвердило, что задержало двух организаторов и начало расследование. «Главное управление закята» хуситов объявило, что выплатит каждой семье жертв один миллион йеменских риалов (около 4000 долларов США), а каждому пострадавшему — 200 000 йеменских риалов (около 800 долларов США).
Поддерживаемое Саудовской Аравией издание Asharq Al-Awsat обвинило хуситов в том, что они использовали возможность для нападения на коммерческую группу, организовавшее мероприятие.